# Ineos Grenadiers

Logo della squadra in uso dal 1º gennaio 2014 al 30 aprile 2019

La Ineos Grenadiers, nota in passato come Team Sky e Team Ineos, è una squadra maschile britannica di ciclismo su strada. Ha licenza di UCI WorldTeam, ed è attiva nel professionismo dal 2010. 
Basata a Lyndhurst e diretta da Rod Ellingworth (subentrato nel 2023 a Dave Brailsford), la squadra si è affermata tra le migliori formazioni al mondo, vincendo sette edizioni del Tour de France (Bradley Wiggins nel 2012, Chris Froome nel 2013, 2015, 2016 e 2017, Geraint Thomas nel 2018 ed Egan Bernal nel 2019), tre Giri d'Italia (Chris Froome nel 2018, Tao Geoghegan Hart nel 2020 e Egan Bernal nel 2021) e due Vuelta a España, nel 2011 e nel 2017 sempre con Chris Froome, oltre a due classifiche a squadre World Tour, nel 2012 e nel 2017.

## Storia

### 2009-2010: la nascita del team e l'esordio
La creazione della squadra è annunciata il 26 febbraio 2009, su impulso di Dave Brailsford, già dirigente performance della Federciclismo britannica, e grazie a notevoli finanziamenti di aziende britanniche e no, prima fra tutte British Sky Broadcasting, che impegnò 30 milioni di sterline nella sponsorizzazione. Numerosi furono i grandi marchi coinvolti: Adidas per l'abbigliamento tecnico e altri accessori sportivi, l'italiana Pinarello per telai e forcelle, Jaguar come fornitore di auto ammiraglie e veicoli. La sede direttiva della squadra venne stabilita a Manchester, quella logistica in Belgio, mentre quella operativa a Quarrata, in Toscana.
Il 18 settembre 2009 la nuova squadra, denominata Sky Professional Cycling Team, ottenne la licenza UCI ProTour, che le consentiva di partecipare alle gare del calendario mondiale UCI 2010. General manager divenne lo stesso Brailsford, mentre l'area sportiva andò sotto la direzione dall'ex ciclista professionista australiano Scott Sunderland, affiancato da Marcus Ljungqvist, Sean Yates e Steven de Jongh. Relativamente all'organico sportivo, l'intenzione originale era quella di una rosa di 25 ciclisti, con una base di atleti britannici. I primi sei corridori ingaggiati furono Geraint Thomas, Steve Cummings, Chris Froome, Russell Downing, Ian Stannard e Peter Kennaugh, tutti britannici. Il 20 settembre 2009, altri dieci corridori confermarono l'ingaggio: Edvald Boasson Hagen, Thomas Löfkvist, Kurt Asle Arvesen, Simon Gerrans, Juan Antonio Flecha, Kjell Carlström, John-Lee Augustyn, Greg Henderson, Lars Petter Nordhaug e Morris Possoni; a questi si aggiunse l'australiano Chris Sutton.
La prima vittoria per il nuovo team arriva il 17 gennaio con Greg Henderson, che si aggiudica la Down Under Classic, gara di apertura del Tour Down Under, davanti al compagno Sutton. Al Giro d'Italia di quell'anno Wiggins si impose nella cronometro di apertura di Amsterdam, vestendo la maglia rosa per un giorno. Alla Vuelta a España 2010, invece, in seguito alla morte del massaggiatore Txema González per un'infezione batterica degenerata in setticemia, la squadra si ritira in blocco prima della partenza dell'ottava tappa. Il general manager Dave Brailsford motiva: «Abbiamo analizzato bene la situazione e questa era l'unica decisione che potevamo prendere. Vogliamo prima di tutto dimostrare rispetto per Txema, il nostro pensiero in questo momento va alla sua famiglia».

### 2015-2017: le tre vittorie al Tour de France

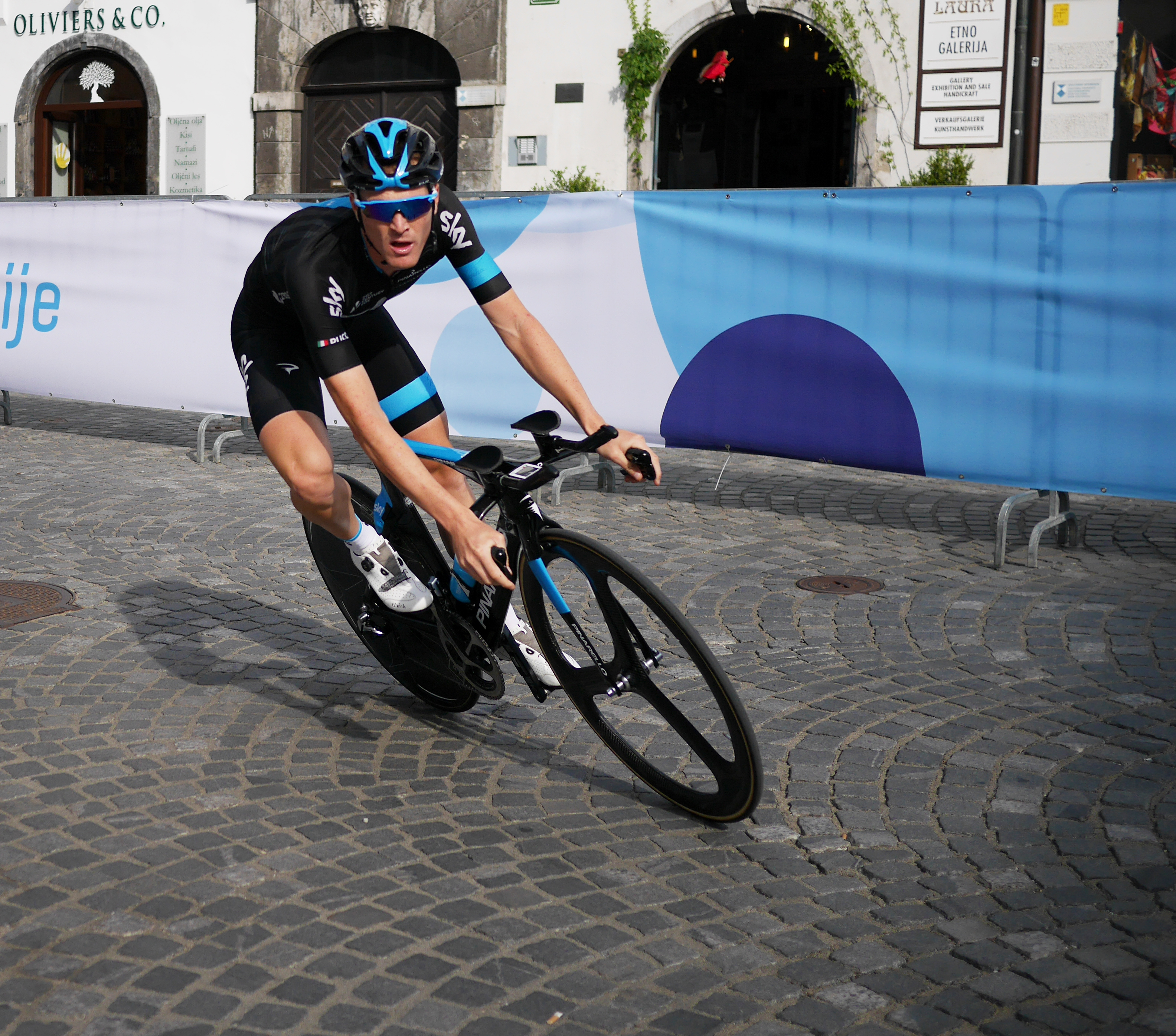
Salvatore Puccio nella tappa a cronometro al Tour della Slovenia 2015

L'8 gennaio 2015 Richie Porte ottiene la prima vittoria stagionale della squadra, vincendo il titolo australiano a cronometro con un margine di otto secondi, e fa poi registrare la prima vittoria di tappa della squadra al Tour Down Under, oltre a vincere la Parigi-Nizza. Elia Viviani conquista la sua prima vittoria per la squadra, vincendo in volata nella seconda tappa del Dubai Tour. In luglio Chris Froome vince il suo secondo Tour de France facendo sua anche la tappa pirenaica di La Pierre-Saint-Martin. Ad agosto, il team ingaggia per il resto della stagione Tao Geoghegan Hart e Alex Peters, con quest'ultimo che firma un contratto di due anni.
La stagione 2016 è la settima della squadra di ciclismo Sky. In stagione la formazione può contare su risorse pari a 35,5 milioni di euro; dagli sponsor Sky, Sky Italia e 21st Century Fox il team riceve 26,79 milioni di euro. La stagione si caratterizza per la terza vittoria di Chris Froome al Tour de France. Tra gli altri grandi successi del 2016, Wout Poels vince la Liegi-Bastogne-Liegi, Geraint Thomas la Parigi-Nizza, e Froome il Giro del Delfinato. Lo stesso Froome è anche secondo alla Vuelta a España, alle spalle di Nairo Quintana, e chiude la stagione al secondo posto nella classifica individuale del World Tour, mentre il Team Sky conclude terzo nella classifica a squadre. 

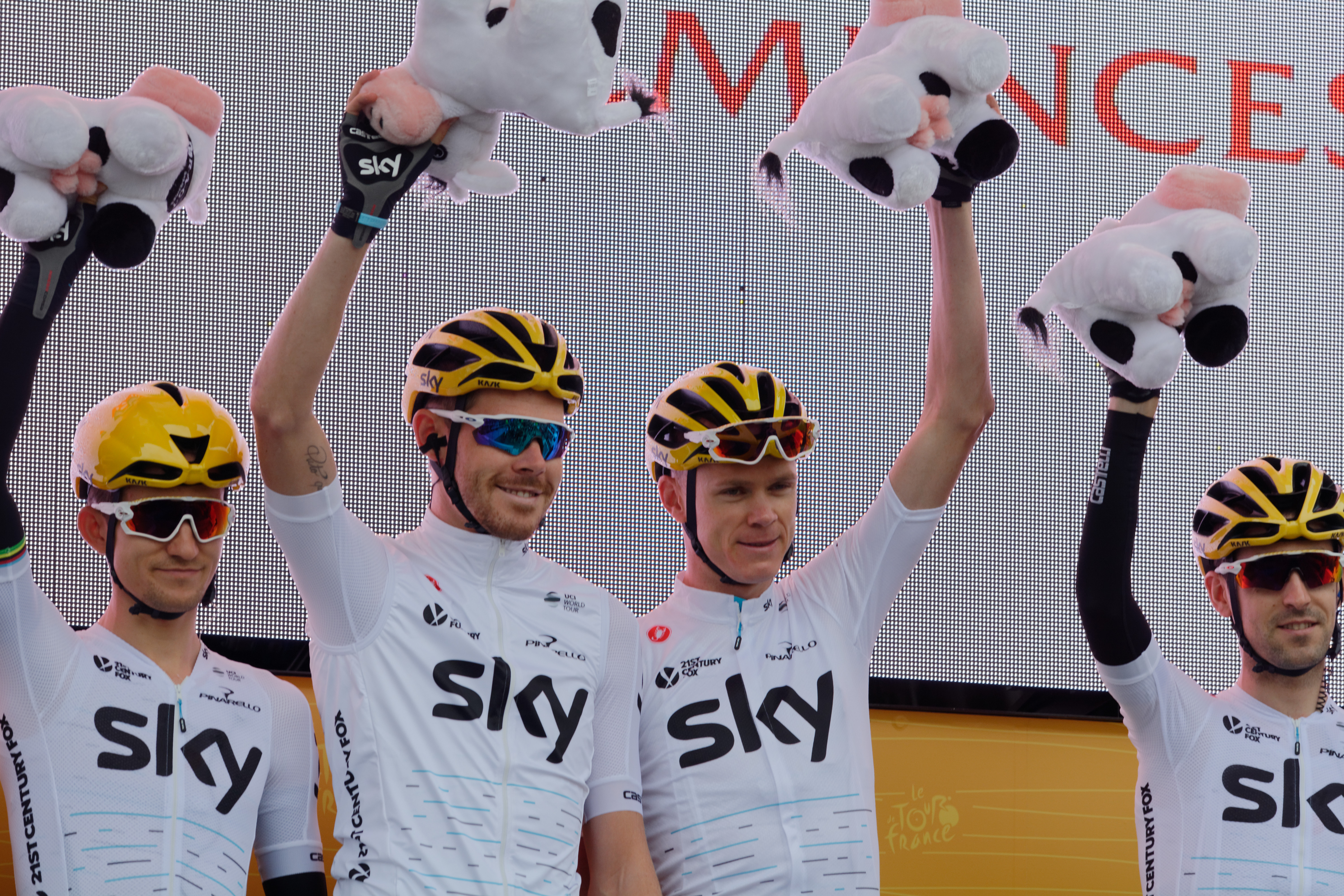
Ciclisti Sky al Tour de France 2017

Nel 2017 il Team Sky vince la classifica a squadre del World Tour. Questo è il suo secondo successo in questa classifica, dopo quello ottenuto nel 2012. Due dei corridori Sky si piazzano tra i primi dieci nella classifica individuale: Chris Froome, secondo, e Michał Kwiatkowski, sesto. Il team vince 34 gare, diventando la terza squadra più prolifica della stagione, posizionandosi dietro Quick-Step Floors (56) e BMC Racing Team (48). Tra le principali vittorie: la Strade Bianche, la Milano-Sanremo e la Classica di San Sebastián con Kwiatkowski, la Parigi-Nizza con Sergio Henao, una tappa al Giro d'Italia con Mikel Landa, una tappa al Tour de France con Thomas e la classifica generale della corsa con Chris Froome (al quarto successo in carriera nella Grande Boucle), la Classica di Amburgo con Viviani, e infine due tappe e la classifica generale della Vuelta a España con lo stesso Froome.

### Dal 2019: la nuova sponsorizzazione Ineos

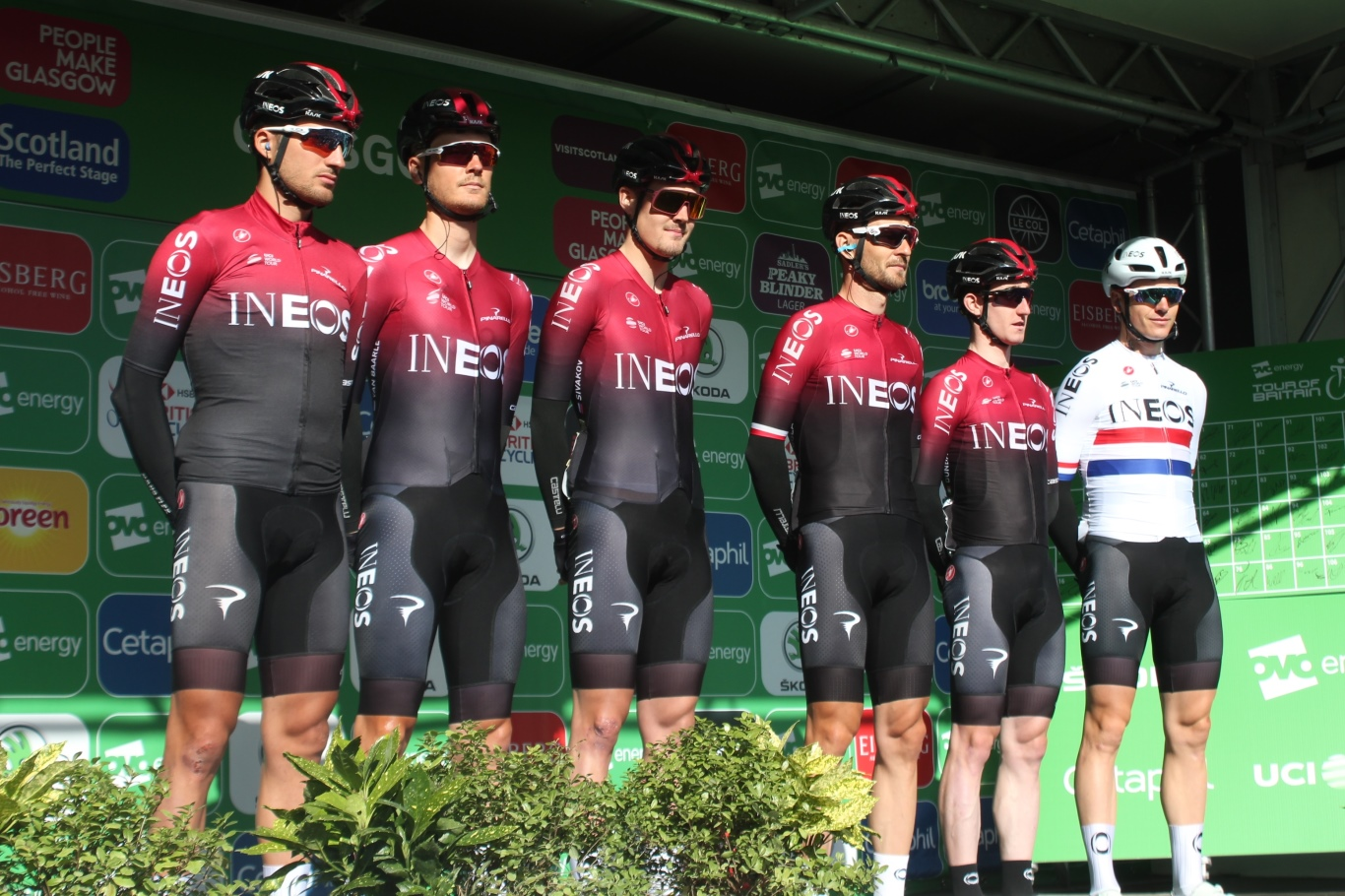
La squadra al Tour of Britain 2019 dopo il passaggio da Sky a Ineos

Tra fine 2018 e inizio 2019 Sky e 21st Century Fox concordano la vendita della squadra ciclistica a Ineos, società chimica guidata da Jim Ratcliffe, che diventa l'unico proprietario di Tour Racing Limited, holding del team, dal 1º maggio 2019. A inizio stagione è messo sotto contratto Filippo Ganna dall'UAE Team Emirates; Sergio Henao compie invece il percorso inverso. Durante l'anno i principali successi per Sky/Ineos arrivano con Egan Bernal, capace di importsi nelle classifiche generali di Parigi-Nizza, Giro di Svizzera e soprattutto Tour de France (precedendo il compagno campione in carica Thomas, secondo): è la settima vittoria nella corsa francese per la squadra in otto stagioni. Altri risultati di rilievo vengono colti dallo stesso Bernal, terzo al Giro di Catalogna e al Giro di Lombardia e vincitore al Giro del Piemonte, con Pavel Sivakov, vincitore del Giro di Polonia, e con Kwiatkowski terzo alla Milano-Sanremo.
A Gennaio 2025 esce la notizia che Ineos-Grenadiers sta cercando un altro sponsor.

## Cronistoria

### Annuario
| Anno | Codice    | Nome                                                            | Cat. | Biciclette | Dirigenza |
| ---- | --------- | --------------------------------------------------------------- | ---- | ---------- | --- |
| 2010 | SKY       | Sky Professional Cycling Team                                   | PT   | Pinarello  | Manager: Dave Brailsford Dir. sportivi: Scott Sunderland, Rod Ellingworth, Dan Hunt, Steven de Jongh, Marcus Ljungqvist, Shane Sutton, Sean Yates |
| 2011 | SKY       | Sky ProCycling                                                  | WT   | Pinarello  | Manager: Dave Brailsford Dir. sportivi: Sean Yates, Simon Cope, Rod Ellingworth, Dan Hunt, Steven de Jongh, Bobby Julich, Servais Knaven, Marcus Ljungqvist, Nicolas Portal                                                                               |
| 2012 | SKY       | Sky ProCycling                                                  | WT   | Pinarello  | Manager: Dave Brailsford Dir. sportivi: Sean Yates, Kurt Asle Arvesen, Steven de Jongh, Servais Knaven, Marcus Ljungqvist, Nicolas Portal |
| 2013 | SKY       | Sky ProCycling                                                  | WT   | Pinarello  | Manager: Dave Brailsford Dir. sportivi: Carsten Jeppesen, Kurt Asle Arvesen, Dan Hunt, Servais Knaven, Marcus Ljungqvist, Nicolas Portal |
| 2014 | SKY       | Team Sky                                                        | WT   | Pinarello  | Manager: Dave Brailsford Dir. sportivi: Carsten Jeppesen, Kurt Asle Arvesen, Dario David Cioni, Rod Ellingworth, Dan Frost, Servais Knaven, Nicolas Portal, Gabriel Rasch                                                                                 |
| 2015 | SKY       | Team Sky                                                        | WT   | Pinarello  | Manager: Dave Brailsford Dir. sportivi: Gabriel Rasch, Xabier Artetxe, Kurt Asle Arvesen, Dario David Cioni, Rod Ellingworth, Carsten Jeppesen, Servais Knaven, Nicolas Portal                                                                            |
| 2016 | SKY       | Team Sky                                                        | WT   | Pinarello  | Manager: Dave Brailsford Dir. sportivi: Nicolas Portal, Xabier Artetxe, Kurt Asle Arvesen, Dario David Cioni, Rod Ellingworth, Carsten Jeppesen, Servais Knaven, Brett Lancaster, Gabriel Rasch                                                           |
| 2017 | SKY       | Team Sky                                                        | WT   | Pinarello  | Manager: Dave Brailsford Dir. sportivi: Nicolas Portal, Xabier Artetxe, Dario David Cioni, Carsten Jeppesen, Servais Knaven, Brett Lancaster, Gabriel Rasch                                                                                               |
| 2018 | SKY       | Team Sky                                                        | WT   | Pinarello  | Manager: Dave Brailsford Dir. sportivi: Nicolas Portal, Xabier Artetxe, Dario David Cioni, Oliver Cookson, Servais Knaven, Brett Lancaster, Gabriel Rasch, Matteo Tosatto, Xabier Zandio                                                                  |
| 2019 | SKY / INS | Team Sky (fino al 30 aprile) Team Ineos (dal 1º maggio)         | WT   | Pinarello  | Manager: Dave Brailsford Dir. sportivi: Nicolas Portal, Xabier Artetxe, Dario David Cioni, Oliver Cookson, Servais Knaven, Brett Lancaster, Gabriel Rasch, Matteo Tosatto, Xabier Zandio                                                                  |
| 2020 | INS / IGD | Team Ineos (fino al 28 agosto) Ineos Grenadiers (dal 29 agosto) | WT   | Pinarello  | Manager: Dave Brailsford Dir. sportivi: Xabier Artetxe, Dario David Cioni, Oliver Cookson, Servais Knaven, Brett Lancaster, Gabriel Rasch, Matteo Tosatto, Xabier Zandio                                                                                  |
| 2021 | IGD       | Ineos Grenadiers                                                | WT   | Pinarello  | Manager: Dave Brailsford Dir. sportivi: Xabier Artetxe, Dario David Cioni, Steve Cummings, Carsten Jeppesen, Servais Knaven, Brett Lancaster, Gabriel Rasch, Matteo Tosatto, Xabier Zandio                                                                |
| 2022 | IGD       | Ineos Grenadiers                                                | WT   | Pinarello  | Manager: Dave Brailsford Dir. sportivi: Roger Hammond, Xabier Artetxe, Kurt Bogaerts, Dario David Cioni, Oliver Cookson, Steve Cummings, Carsten Jeppesen, Servais Knaven, Christian Knees, Brett Lancaster, Gabriel Rasch, Matteo Tosatto, Xabier Zandio |
| 2023 | IGD       | Ineos Grenadiers                                                | WT   | Pinarello  | Manager: Rod Ellingworth Dir. sportivi: Roger Hammond, Xabier Artetxe, Kurt Bogaerts, Dario David Cioni, Oliver Cookson, Steve Cummings, Zakkari Dempster, Carsten Jeppesen, Christian Knees, Adrián López, Ian Stannard, Matteo Tosatto, Xabier Zandio   |
| 2024 | IGD       | Ineos Grenadiers                                                | WT   | Pinarello  | Manager: Maxwell John Allert Dir. sportivi: Xabier Artetxe, Kurt Bogaerts, Dario David Cioni, Steve Cummings, Zakkari Dempster, Imanol Erviti, Christian Knees, Adrián López, Ian Stannard, Xabier Zandio                                                 |
| 2025 | IGD       | Ineos Grenadiers                                                | WT   | Pinarello  | Manager: Maxwell John Allert Dir. sportivi: Xabier Artetxe, Kurt Bogaerts, Dario David Cioni, Oliver Cookson, Zakkari Dempster, Imanol Erviti, Carsten Jeppesen, Christian Knees, Adrián López, Ian Stannard, Xabier Zandio                               |

### Classifiche UCI
| Anno | Classifica | Pos. | Migliore cl. individuale    |
| ---- | ---------- | ---- | --------------------------- |
| 2010 | World Cal. | 15º  | Edvald Boasson Hagen (17º)  |
| 2011 | World Tour | 2º   | Bradley Wiggins (9º)        |
| 2012 | World Tour | 1º   | Bradley Wiggins (2º)        |
| 2013 | World Tour | 2º   | Chris Froome (2º)           |
| 2014 | World Tour | 9º   | Chris Froome (7º)           |
| 2015 | World Tour | 3º   | Chris Froome (6º)           |
| 2016 | World Tour | 3º   | Chris Froome (3º)           |
| 2017 | World Tour | 1º   | Chris Froome (2º)           |
| 2018 | World Tour | 2º   | Geraint Thomas (4º)         |
| 2019 | World Tour | 6º   | Egan Bernal (4º)            |
| 2020 | World Tour | 4º   | Richard Carapaz (11º)       |
| 2021 | World Tour | 2º   | Egan Bernal (5º)            |
| 2022 | World Tour | 3º   | Daniel Martínez (15º)       |
| 2023 | World Tour | 4º   | Filippo Ganna (14º)         |
| 2024 | World Tour | 7º   | Carlos Rodríguez Cano (20º) |

## Palmarès
Aggiornato al 25 luglio 2025.

### Grandi Giri
- Giro d'Italia

Partecipazioni: 16 (2010, 2011, 2012, 2013, 2014, 2015, 2016, 2017, 2018, 2019, 2020, 2021, 2022, 2023, 2024, 2025)
Vittorie di tappa: 26
2010: 1 (Bradley Wiggins)
2012: 3 (Mark Cavendish)
2013: 2 (cronosquadre, Rigoberto Urán)
2015: 2 (Elia Viviani, Vasil' Kiryenka)
2016: 1 (Mikel Nieve)
2017: 1 (Mikel Landa)
2018: 2 (Chris Froome)
2020: 7 (4 Filippo Ganna, 2 Tao Geoghegan Hart, Jhonatan Narváez)
2021: 4 (2 Filippo Ganna, 2 Egan Bernal)
2024: 2 (Jhonatan Narváez, Filippo Ganna)
2025: 1 (Joshua Tarling)
Vittorie finali: 3
2018 (Chris Froome)
2020 (Tao Geoghegan Hart)
2021 (Egan Bernal)
Altre classifiche: 10
2012: Giovani (Rigoberto Urán)
2016: Scalatori (Mikel Nieve)
2017: Scalatori (Mikel Landa), Combattività (Mikel Landa)
2018: Scalatori (Chris Froome), Squadre
2020: Giovani (Tao Geoghegan Hart), Squadre
2021: Giovani (Egan Bernal), Squadre
- Tour de France

Partecipazioni: 16 (2010, 2011, 2012, 2013, 2014, 2015, 2016, 2017, 2018, 2019, 2020, 2021, 2022, 2023, 2024, 2025)
Vittorie di tappa: 23
2011: 2 (2 Edvald Boasson Hagen)
2012: 6 (3 Mark Cavendish, 2 Bradley Wiggins, Chris Froome)
2013: 3 (Chris Froome)
2015: 1 (Chris Froome)
2016: 2 (Chris Froome)
2017: 1 (Geraint Thomas)
2018: 2 (Geraint Thomas)
2020: 1 (Michał Kwiatkowski)
2022: 1 (Thomas Pidcock)
2023: 2 (Michał Kwiatkowski, Carlos Rodríguez)
2025: 2 (Thymen Arensman)
Vittorie finali: 7
2012 (Bradley Wiggins)
2013 (Chris Froome)
2015 (Chris Froome)
2016 (Chris Froome)
2017 (Chris Froome)
2018 (Geraint Thomas)
2019 (Egan Bernal)
Altre classifiche: 4
2015: Scalatori (Chris Froome)
2017: Squadre
2019: Giovani (Egan Bernal)
2022: Squadre
- Vuelta a España

Partecipazioni: 15 (2010, 2011, 2012, 2013, 2014, 2015, 2016, 2017, 2018, 2019, 2020, 2021, 2022, 2023, 2024)
Vittorie di tappa: 13
2011: 2 (Chris Sutton, Chris Froome)
2013: 1 (Vasil' Kiryenka)
2015: 1 (Nicolas Roche)
2016: 3 (2 Chris Froome, cronosquadre)
2017: 2 (Chris Froome)
2022: 3 (Richard Carapaz)
2023: 1 (Filippo Ganna)
Vittorie finali: 2
2011 (Chris Froome)
2017 (Chris Froome)
Altre classifiche: 3
2017: Punti (Chris Froome), Combinata (Chris Froome)
2022: Scalatori (Richard Carapaz)

### Classiche monumento
- Milano-Sanremo: 1

2017 (Michał Kwiatkowski)
- Parigi-Roubaix: 1

2022 (Dylan van Baarle)
- Liegi-Bastogne-Liegi: 1

2016 (Wout Poels)

### Campionati nazionali
- Campionati australiani: 3

In linea: 2022, 2023 (Luke Plapp)
Cronometro: 2015 (Richie Porte)
- Campionati bielorussi: 4

Cronometro: 2013, 2014 (Kanstancin Siŭcoŭ); 2015, 2018 (Vasil' Kiryenka)
- Campionati britannici: 18

In linea: 2010 (Geraint Thomas); 2011 (Bradley Wiggins); 2012 (Ian Stannard); 2014, 2015 (Peter Kennaugh); 2019, 2021 (Ben Swift); 2024 (Ethan Hayter); 2025 (Samuel Watson)
Cronometro: 2010 (Bradley Wiggins); 2011, 2012 (Alex Dowsett); 2014 (Bradley Wiggins); 2018 (Geraint Thomas); 2021, 2022 (Ethan Hayter); 2023, 2024 (Joshua Tarling)
- Campionati canadesi: 1

Cronometro: 2025 (Michael Leonard)
- Campionati cechi: 1

Cronometro: 2016 (Leopold König)
- Campionati colombiani: 6

In linea: 2017, 2018 (Sergio Henao); 2025 (Egan Bernal)
Cronometro: 2018, 2025 (Egan Bernal); 2022 (Daniel Martínez)
- Campionati ecuadoriani: 2

In linea: 2024 (Jhonatan Narváez)
Cronometro: 2022 (Richard Carapaz)
- Campionati finlandesi: 1

In linea: 2011 (Kjell Carlström)
- Campionati irlandesi: 2

In linea: 2016 (Nicolas Roche)
Cronometro: 2016 (Nicolas Roche)
- Campionati italiani: 8

Cronometro: 2017, 2018 (Gianni Moscon); 2019, 2020, 2022, 2023, 2024, 2025 (Filippo Ganna)
- Campionati lussemburghesi: 1

Cronometro: 2025 (Bob Jungels)
- Campionati norvegesi: 5

In linea: 2012 (Edvald Boasson Hagen)
Cronometro: 2010, 2011, 2013 (Edvald Boasson Hagen); 2025 (Tobias Foss)
- Campionati olandesi: 1

Cronometro: 2018 (Dylan van Baarle)
- Campionati polacchi: 3

In linea: 2018 (Michał Kwiatkowski)
Cronometro: 2017, 2023 (Michał Kwiatkowski)
- Campionati spagnoli: 4

In linea: 2022 (Carlos Rodríguez)
Cronometro: 2018, 2019, 2023 (Jonathan Castroviejo)

## Organico 2025
Aggiornato al 6 maggio 2025.

### Staff tecnico
|  | Naz.                     | Ruolo | Sportivo            |  |  |  |
|  | ------------------------ | ----- | ------------------- |  |  |  |
|  | Gran Bretagna (bandiera) | GM    | Maxwell John Allert |  |  |  |
|  | Spagna (bandiera)        | DS    | Xabier Artetxe      |  |  |  |
|  | Belgio (bandiera)        | DS    | Kurt Bogaerts       |  |  |  |
|  | Italia (bandiera)        | DS    | Dario David Cioni   |  |  |  |
|  | Gran Bretagna (bandiera) | DS    | Oliver Cookson      |  |  |  |
|  | Australia (bandiera)     | DS    | Zakkari Dempster    |  |  |  |
|  | Spagna (bandiera)        | DS    | Imanol Erviti       |  |  |  |
|  | Danimarca (bandiera)     | DS    | Carsten Jeppesen    |  |  |  |
|  | Germania (bandiera)      | DS    | Christian Knees     |  |  |  |
|  | Spagna (bandiera)        | DS    | Adrián López        |  |  |  |
|  | Gran Bretagna (bandiera) | DS    | Ian Stannard        |  |  |  |
|  | Spagna (bandiera)        | DS    | Xabier Zandio       |  |  |  |

### Rosa
|  | Naz.                     |  | Sportivo             | Anno |  |  |
|  | ------------------------ |  | -------------------- | ---- |  |  |
|  | Paesi Bassi (bandiera)   |  | Thymen Arensman      | 1999 |  |  |
|  | Stati Uniti (bandiera)   |  | Andrew August        | 2005 |  |  |
|  | Colombia (bandiera)      |  | Egan Bernal          | 1997 |  |  |
|  | Spagna (bandiera)        |  | Jonathan Castroviejo | 1987 |  |  |
|  | Belgio (bandiera)        |  | Laurens De Plus      | 1995 |  |  |
|  | Spagna (bandiera)        |  | Omar Fraile          | 1990 |  |  |
|  | Norvegia (bandiera)      |  | Tobias Foss          | 1997 |  |  |
|  | Italia (bandiera)        |  | Filippo Ganna        | 1996 |  |  |
|  | Australia (bandiera)     |  | Lucas Hamilton       | 1996 |  |  |
|  | Germania (bandiera)      |  | Kim Heiduk           | 2000 |  |  |
|  | Lussemburgo (bandiera)   |  | Bob Jungels          | 1992 |  |  |
|  | Polonia (bandiera)       |  | Michał Kwiatkowski   | 1990 |  |  |
|  | Monaco (bandiera)        |  | Victor Langellotti   | 1995 |  |  |
|  | Francia (bandiera)       |  | Axel Laurance        | 2001 |  |  |
|  | Canada (bandiera)        |  | Michael Leonard      | 2004 |  |  |
|  | Italia (bandiera)        |  | Salvatore Puccio     | 1989 |  |  |
|  | Colombia (bandiera)      |  | Brandon Rivera       | 1996 |  |  |
|  | Spagna (bandiera)        |  | Carlos Rodríguez     | 2001 |  |  |
|  | Spagna (bandiera)        |  | Óscar Rodríguez      | 1995 |  |  |
|  | Stati Uniti (bandiera)   |  | Magnus Sheffield     | 2002 |  |  |
|  | Stati Uniti (bandiera)   |  | Artem Shmidt         | 2004 |  |  |
|  | Gran Bretagna (bandiera) |  | Ben Swift            | 1987 |  |  |
|  | Gran Bretagna (bandiera) |  | Connor Swift         | 1995 |  |  |
|  | Gran Bretagna (bandiera) |  | Joshua Tarling       | 2004 |  |  |
|  | Gran Bretagna (bandiera) |  | Geraint Thomas       | 1986 |  |  |
|  | Gran Bretagna (bandiera) |  | Ben Turner           | 1999 |  |  |
|  | Gran Bretagna (bandiera) |  | Samuel Watson        | 2001 |  |  |
|  | Australia (bandiera)     |  | Cameron Wurf         | 1983 |  |  |